# Chetogena littoralis
Chetogena littoralis là một loài ruồi trong họ Tachinidae.